# Рауль Кубас Грау
Рауль Кубас Грау (ісп. Raúl Cubas Grau рід. 23 серпня 1943, Асунсьйон, Парагвай) — парагвайський політик, інженер, міністр фінансів в 1996, президент Парагваю в 1998–1999, пішов у відставку після розкриття своєї участі у вбивстві віцепрезидента Луїса Марії Арганії і емігрував.

## Життєпис
Кубас навчався на інженера в Національному університеті Асунсьйона.
В молодості працював інженером-електриком, а в 1993, будучи членом партії Колорадо, був призначений міністром фінансів Парагваю.
У 1998 Кубас вступив у передвиборчу гонку в парі з генералом Ліно Ов'єдо. Однак за кілька місяців до виборів Ов'єдо був засуджений до 10 років тюремного ув'язнення за участь в спробі перевороту в 1996.
Проте, Кубас виграв вибори в травні 1998 з 54 % голосів під гаслом «Кубас в уряді, Ов'єдо у владі».
Вперше після закінчення диктатури Стресснера кандидат в президенти виграв вибори вже в першому турі.
У червні парагвайський Конгрес прийняв закон, за яким навіть президент не міг помилувати ув'язненого, що не відбув хоча б половину призначеного тюремного терміну.
Однак в серпні, через три дні після своєї інавгурації, Кубас домігся звільнення Ов'єдо із в'язниці.
Незважаючи на наказ Верховного суду Парагваю в грудні 1998, Кубас відмовився відправити Ов'єдо назад до в'язниці.
У відповідь палата депутатів проголосувала за звинувачення президента в зловживанні владою в лютому 1999, але двох голосів не вистачило для офіційного імпічменту.
У березні 1999 у своєму автомобілі був розстріляний віцепрезидент Луїс Марія Арганьяг, що зайняв у 1998 місце Ов'єдо в списку Кубаса. Приводом до вбивства, як багато хто вважав, стали суперечки Арганьї з президентом про долю Ов'єдо. У країні почалися масові протести і страйки робітників з вимогою суду над Кубасом.
В ході зіткнень сім чоловік були вбиті поліцією, десятки поранені.
Президент практично повністю позбувся підтримки. На наступний день після вбивства палата депутатів переважною більшістю голосів затвердила імпічмент Кубасу. Кубас пішов у відставку 28 березня 1999 і втік до Бразилії.
Суд пізніше наказав повернути Ов'єдо назад до в'язниці. Кубас повернувся в Парагвай в 2002 і відразу ж був заарештований і засуджений за змову з метою вбивства Арганьї.
У жовтні 2004 його донька Сесілія Кубас була викрадена бойовиками зі своєї квартири в Асунсьйоні. Парагвайські сили безпеки почали пошуки, і Кубас заплатив викуп в $ 800,000. Однак в підсумку тіло Сесілії було знайдене в підвалі будинку за межами Асунсьйона в лютому 2005. Їй було 32 роки. Були заарештовані чотири людини, в тому числі один передбачуваний член колумбійської повстанської армії FARC. У липні 2006 двоє підозрюваних у викраденні і вбивстві отримали статус біженців в сусідній Болівії  [Архівовано 9 березня 2017 у Wayback Machine.].